# Cingles de Cal Custodi
Els cingles de cal Custodi són un seguit de cingles que assoleixen els 1.332,8 metres d'altitud del municipi de la Coma i la Pedra, a la comarca del Solsonès i que es troben al vessant sud de la serra del Verd.
S'inicien a poc més de 700 m. al sud-oest del Roc del Migdia dels Clots i a uns 200 m. a llevant de la rasa de Confós poc després que aquesta hagi passat pel davant de la masia de cal Tet. Formen una línia discontínua de cingles que avança en direcció cap al SE al llarg d'uns 800 m. i assoleixen la seva màxima expressió a llevant de la masia de Cal Custodi.